# Il pozzo della solitudine
Il pozzo della solitudine (The Well of Loneliness) è l'opera più famosa della scrittrice britannica Marguerite (John) Radclyffe Hall. Pubblicato nel 1928, è considerato il primo romanzo a tematica apertamente lesbica, in cui, tuttavia, il termine "lesbica" non è utilizzato, sostituito da perifrasi o dal termine "invertita".
Il romanzo, che si sviluppa secondo stilemi tipici dei romanzi sentimentali o di formazione ottocenteschi, narra la vita di un'aristocratica inglese, Stephen Gordon, un'"invertita" con tratti, movenze e maniere mascolini.

## Vicenda editoriale
La pubblicazione suscitò un grande scandalo e, a trent'anni dalla condanna di Oscar Wilde, l'autrice dovette affrontare un processo per oscenità, che portò alla messa al bando del libro in Gran Bretagna, malgrado la mobilitazione di numerosi intellettuali e scrittori come Herbert George Wells, George Bernard Shaw, Edward Morgan Forster e Virginia Woolf.
Analoga sorte ebbe in un primo tempo negli Stati Uniti, presso il tribunale di New York, in cui l'editore venne dapprima condannato ed in seguito assolto in appello. A dispetto dei tentativi di censura, il libro conobbe un grande successo: tra il 1928 ed il 1943 (anno della morte dell'autrice) venne tradotto in undici lingue e vendette più di un milione di copie.

## Trama
Stephen, nata in tarda epoca vittoriana, viene battezzata dai genitori con un nome maschile (avevano difatti desiderato d'avere un figlio maschio), cresce nella tenuta della sua famiglia, Morton, isolata dai propri coetanei che la giudicano "strana". Stretta di fianchi e con spalle larghe e squadrate, odia le gonne lunghe e vuole tenere sempre i capelli tagliati corti; è appassionata di caccia, di equitazione e di scherma, e frequenta la ricca biblioteca di famiglia.
A sette anni sviluppa una cotta infantile per una cameriera di nome Collins e rimane sconvolta quando vede la giovane donna baciare un valletto; ma intuisce la propria diversità soltanto quando a 18 anni il suo unico amico, Martin, un ragazzo canadese, le confessa il suo amore e lei scappa via inorridita. Il padre, Sir Philip, che stravede per lei, cerca di capirla attraverso gli scritti di Karl Heinrich Ulrichs, il primo autore moderno a proporre una teoria sull'omosessualità. La madre invece, Lady Anna, è una figura distante che vede la figlia come "impura, indegna e mutilata".
Poco tempo dopo (il padre è morto durante l'inverno schiacciato da un albero) Stephen accetta la propria inclinazione omosessuale, sia pure considerandola come una maledizione congenita, comincia a vestirsi con abiti maschili e a 21 anni inizia una tormentata relazione platonica ma comunque appassionata con un'americana, Angela, la moglie di un nuovo vicino: questa la usa come diversivo alla noia concedendole solo qualche bacio come "tra compagne di scuola". Il marito di lei minaccia uno scandalo, accusandola di "voglie innaturali provenienti da una mente squilibrata e da un corpo indisciplinato", e Stephen viene esiliata dalla tenuta di famiglia.
Durante l'esilio forzato Stephen si trasferisce a Londra e qui inizia la sua carriera di scrittrice, scrive un primo romanzo che viene ben recensito dalla critica e poi, durante la prima guerra mondiale, mentre si trova in Francia conosce Mary, una giovane ingenua di oscure origini, che aiuta a trasportare i feriti in ambulanza. Le due donne, dopo molti tentennamenti, iniziano una relazione amorosa. Stephen mantiene Mary con il suo cospicuo patrimonio e la ragazza, dal canto suo, ama Stephen con trasporto e devozione sinceri. Ma Mary, a differenza di Stephen, non è affatto "un'invertita": è una donna "normale". Ben presto la loro relazione inizia a soffrire a causa dell'isolamento sociale a cui sono costrette.
Allontanate dalla gente "per bene" della buona società, sono costrette a frequentare altre "invertite" ed "anormali", in uno squallido giro di bar e di alcolizzati nella vita notturna parigina. Ben presto Stephen capirà che questo modo d'esistenza è troppo dura per Mary, che inizia a diventare cinica, e rinuncerà a lei in un estremo atto d'amore. Martin, che ora vive anche lui a Parigi, riaccende la vecchia amicizia con Stephen e nel contempo s'innamora di Mary: convinta che lei non riuscirà mai a dare la completa felicità all'amata, Stephen finge d'avere un'altra relazione e spinge Mary tra le braccia di Martin.
Il romanzo si conclude con l'appello di Stephen a Dio: "Concedete anche a noi il diritto ad esistere!"

## Analisi
La tesi dell'autrice, a grandi tratti, è che l'omosessualità sia una condizione innata, fisiologica (o meglio, patologica), di profonda diversità, e che il rifiuto sociale costringa  gli omosessuali ad una vita di solitudine e squallore. Emblematica, nel romanzo, è la morte (per malattia, dovuta alla miseria) di una loro conoscente ed il conseguente suicidio della sua partner.
Si tratta di tesi in cui difficilmente le lesbiche e gli omosessuali di oggi si possono riconoscere, ma va considerata la situazione dell'epoca. Come sopra ricordato, la stessa Radclyffe Hall dovette fare i conti con il disprezzo e l'ostracismo dei contemporanei. Nel ritratto dell'ambiente omosessuale parigino si possono probabilmente ritrovare personaggi realmente esistiti, come Oscar Wilde o Natalie Clifford Barney.